# Heterohelicina
Heterohelicina es un suborden de foraminíferos del orden Heterohelicida, cuyos taxones han sido tradicionalmente incluidos en el suborden Globigerinina del orden Globigerinida. Su rango cronoestratigráfico abarca desde el Aptiense (Cretácico inferior) hasta la Actualidad.

## Clasificación
Heterohelicina incluye a la siguiente superfamilia:
- Superfamilia Heterohelicoidea

También ha sido considerada la siguiente superfamilia:
- Superfamilia Globoconusoidea